# Elko (Nevada)
Elko je sídelní město okresu Elko County ve státě Nevada ve Spojených státech amerických. Žije zde přibližně 21 tisíc obyvatel.
Osada zde vznikla v roce 1868, kdy zde byla dočasně ukončena železniční trať společnosti Central Pacific Railroad. O rok později se stala správním střediskem nově vzniklého okresu Elko County. Městská samospráva byla zřízena v roce 1917. Místní ekonomika je založena především na těžbě zlata a doplňkově také na zemědělství a turismu.
Elko je centrem severovýchodní Nevady, nachází se tu letiště. Městem také prochází dálnice Interstate 80.